# UTAS UTS-15
A UTAS UTS-15 é uma escopeta calibre 12 de ação deslizante e dois carregadores tubulares de 7 tiros que podem ser alimentados em um padrão alternado ou de seleção. A UTS-15 tem um comprimento total de 28,3" (72 cm) com um cano de 18,5" (47 cm), com câmara para munições magnum de 2½", 2¾" e 3". Produzida principalmente de polímero moldado por injeção reforçado com fibra, a UTS-15 pesa 3,1 kg. Além disso, há um trilho Picatinny montado na parte superior para a montagem de uma ampla variedade de miras ópticas e de ferro, juntamente com rosca de cano estilo Beretta para tubos de estrangulamento.

## Antecedentes
A UTS-15 foi desenvolvida como resultado de um pedido à UTAS feito pela Smith & Wesson em 2006 para desenvolver "a escopeta policial definitiva". Os critérios da Smith & Wesson para a escopeta foram: calibre 12, ação deslizante, comprimento total inferior a 30" e capacidade mínima de 13 tiros.

## Variantes
- UTS-15 Desert: apresenta um padrão de camuflagem digitalizado usado pelas forças americanas e da OTAN. Incorpora uma camada de base de areia do deserto sobre a qual é aplicado o padrão de camuflagem digital bicolor e antirreflexo.[3]
- UTS-15 Marine: apresenta um padrão de camuflagem digitalizado que incorpora uma camada de base azul marinho sobre a qual o padrão de camuflagem digital antirreflexo preto e cinza é aplicado. As molas possuem revestimento resistente à corrosão e todas as peças metálicas expostas são niqueladas acetinadas para serem resistentes à água salgada. Todas as outras peças metálicas, como o cano, são cromadas em preto ou tratadas de forma semelhante para aumentar ainda mais a resistência à corrosão em água salgada.[4] Também usada pelo Brigada de Fuzileiros Navais Anfíbios (Forças Armadas da Turquia)[5][6]
- UTS-15 Hunting: apresenta um padrão de camuflagem estilo caça.[7]
- UTS-15A: Uma variante semiautomática da UTS-15, atualmente em desenvolvimento.[8]

## Recepção crítica e mau funcionamento
Devido ao seu projeto único, a UTS 15 tornou-se uma arma facilmente reconhecível dentro da cultura das armas de fogo e foi revisada por diversas fontes diferentes. No entanto, com o tempo, a UTS 15 tornou-se objeto de duras críticas na indústria de armas de fogo, desenvolvendo uma reputação de ser atormentada por inúmeras avarias (principalmente falha na alimentação e falha na extração). A UTAS tentou corrigir esses problemas desenvolvendo uma variante de geração 2 e geração 3 da UTS 15 que deveria corrigir o problema de confiabilidade.

## Operadores
- Hong Kong : Usada pela Equipe de Resposta Regional do Serviço Correcional de Hong Kong.
- Turquia: Usada pela Brigada de Fuzileiros Navais Anfíbios (Forças Armadas da Turquia)[5][6]